# Belgische kampioenschappen ritmische gymnastiek
De Belgische kampioenschappen ritmische gymnastiek zijn jaarlijkse door de Koninklijke Belgische Turnbond (KBT) georganiseerde Belgische nationale kampioenschappen voor ritmische gymnasten. 

## Geschiedenis
Laurence Brihaye en Cindy Stollenberg werden elks vijfmaal Belgisch kampioene. Lieselotte Diels, Géraldine Tang Quynh en Rita De Leenheer wonnen sinds 1978 elks driemaal het kampioenschap.

## Erelijst
- 1978 Rita De Leenheer (GVG)
- 1979 Rita De Leenheer (GVG)
- 1980 Rita De Leenheer (GVG)
- 1981 Claire Audenaerde (GRS Ouderghem)
- 1982 J. Van Den Eerenbeemt (Gym 2000)
- 1983 Sarina Roberti (Forza Ritmica Gent)
- 1984 J. Van Den Eerenbeemt (Gym 2000)
- 1985 Laurence Brihaye (Gym 2000)
- 1986 Laurence Brihaye (Gym 2000)
- 1987 Laurence Brihaye (Gym 2000)
- 1988 Laurence Brihaye (Gym 2000)
- 1989 Laurence Brihaye (Gym 2000)
- 1990 Cindy Stollenberg (TLZ Amel)
- 1991 Cindy Stollenberg (TLZ Amel)
- 1992 Nathalie Ragolle (Forza Ritmica Gent)
- 1993 Cindy Stollenberg (La Royale Vaillante)
- 1994 Cindy Stollenberg (La Royale Vaillante)
- 1995 Isabelle Massagé (Happy Gym Gent)
- 1996 Cindy Stollenberg (La Royale Vaillante)
- 1997 Cécile Maissin (Osmose)
- 1998 Elke De Backer (Happy Gym Gent)
- 1999 Elke De Backer (Happy Gym Gent)
- 2000 Céline Darimont (La Royale Vaillante)
- 2001 Géraldine Tang Quynh (Les Provinciales Verviers)
- 2002 Géraldine Tang Quynh (Les Provinciales Verviers)
- 2003 Géraldine Tang Quynh (Les Provinciales Verviers)
- 2004 Inge De Backer (Happy Gym Gent)
- 2005 Liesbeth Jeunen (SRG Mol)
- 2006 Manon Masset (La Royale Vaillante Verviers)
- 2007 Catherine Gérontitis (Les Provinciales Verviers)
- 2008 Katrien Morbee (Forza Ritmica Gent)
- 2009 Lieselotte Diels (No Limits Gymnastics)
- 2010 Lieselotte Diels (No Limits Gymnastics)
- 2011 Lieselotte Diels (No Limits Gymnastics)
- 2012 Elisabeth De Leeuw (Forza Ritmica Gent) & Nina Evrard (GRS Mounier)
- 2013 Elisabeth De Leeuw (Forza Ritmica Gent)
- 2014 Joke Verpoest (Happy Gym Gent)
- 2015 Najlae Ou-Ghanem (Happy Gym Gent)
- 2016 Anaïs Collin (GRS Mounier)
- 2017 Anaïs Collin (GRS Mounier)
- 2018 Aya Courouble (Happy Gym)
- 2019 Aya Courouble (Happy Gym)
- 2023 Béatrice Valeanu (Brussels GR)